# 李僑棟
李侨栋（Arthur John "Art" Lee，1947年9月30日—），加拿大政治人物，1974年-79年間以加拿大自由黨黨員身份出任加拿大國會下議院溫哥華東選區議員，此後則從1984年-87年間任職卑詩自由黨黨魁，為首位擔任加拿大主流政黨領袖的華人。

## 背景及早年生活
李僑棟籍貫中國廣東省台山，生於加拿大阿尔伯塔省莱斯布里奇，父親李瑞東從皇家加拿大空軍退役後於愛民頓營商，曾祖父李壯則於加拿大太平洋鐵路興建期間任職翻譯員。李僑棟於1972年從亞伯達大學法學院畢業，1973年取得卑詩省律師資格，後於溫哥華的廖卓明黃碧雲律師事務所執業。
作為第四代加拿大華人的李僑棟中文程度欠佳；他成為國會議員後進修廣東話以便與其選區内的華裔居民溝通。

## 政治生涯

### 國會議員
李僑棟於1974年聯邦大選中代表加拿大自由黨競逐溫哥華東選區的國會下議院議席，以57票之差險勝尋求連任的新民主黨候選人尼爾（Paddy Neale），首度晉身下議院。他從1975年-76年間出任聯邦消費者與企業事務部長的國會秘書，1976年-77年間則任加拿大檢察總長的國會秘書。他於1979年聯邦大選中敗予新民主黨候選人米曹（Margaret Mitchell），未能連任國會議員。1980年聯邦大選中兩人再度對壘，李僑棟再次落敗。

### 轉戰省政
1980年代的卑詩省級政治主要由卑詩社會信用黨和卑詩新民主黨支配，卑詩自由黨則受聯邦自由黨支持度低企而拖累，當時在卑詩省议会中没有议席。在此背景下，麥露蓮（Shirley McLoughlin）於1983年辭任卑詩自由黨黨魁，而李僑棟則於1984年卑詩自由黨黨魁選舉中壓倒另外三名候選人，當選該黨黨魁。他代表該黨參與於同年11月8日舉行的溫哥華東選區省議會議席補選，但敗於新民主黨候選人威廉斯（Bob Williams），未能為自由黨取得突破。
他於1986年省選中與同屬自由黨的斯塔頓（Joyce Statton）一起競逐溫哥華小山選區的兩個省議會議席，但該兩席位皆由尋求連任的社會信用黨候選人包辦。自由黨雖仍未贏取任何議席，但取得6.74％的选票，是1983年省选得票率的两倍多。李僑棟此後宣布辭任自由黨黨魁，但留任至威爾遜（Gordon Wilson）於1987年10月在無競爭對手下自動當選新任黨魁為止。